# Јаков Нисибијски
Свети Јаков је хришћански светитељ. Био је епископ нисибијски.
Као пустињак живео је лети у отвореном пољу, а зими у пећини. Једном је сишао у град Нисибију, да види како хришћанска вера успева и како хришћани живе. Међутим, ту је био изабран за епископа. Нисибија је била град на граници Римског царства и Персије, а у њему се родио будући светитељ.
Учествовао је на Првом васељенском сабору и заштићавао Православље од присталица Аријевог учења. Једном су Персијанци напали с војском на Нисибију. Свети Јаков је, по црквеном предању, изашао с литијом до градских бедема, и сам се попео и шетао по њима не бојећи се непријатељских стрела које су биле управљене на њега. Шетајући тако, светитељ се молио Богу, да Бог сачува град и верне на тај начин што ће послати мухе и комарце на Персијанце, и тиме их отерати од зидова града Нисибије. Није, дакле, тражио смрт непријатељима нити ма какву врсту погибије и пораза, него само једну малу досаду која би их отерала одатле. У хришћанској традицији помиње се да је Бог услишио молитву свога угодника и посла много муха и комараца на Персијанце, те ове отерао а град Нисибију спасио.
Убрзо после смрти Преподобне мученице Февроније Свети Јаков је саградио цркву у коју је пренео део моштију ове хришћанске светитељке. Свети Јаков је умро у дубокој старости, 350. године.
Српска православна црква слави га 13. јануара по црквеном, а 26. јануара по грегоријанском календару.